# François-Xavier Demaison
François-Xavier "F.X." Demaison, född 1969, är en fransk ingenjör som var teknisk direktör för det brittiska Formel 1-stallet Williams F1 mellan den 23 mars 2021 och den 12 december 2022.

## Biografi
Demaison avlade examen vid École supérieure des techniques aéronautiques et de construction automobile (ESTACA) och École nationale supérieure du pétrole et des moteurs (ENSPM).
Han inledde sin karriär med att börja arbeta för det franska bilmärket Peugeot 1995. Året efter flyttades han över till deras motorsportsavdelning. År 1999 blev han chefsingenjör för den rallyrelaterade verksamheten och var en viktig del i att finländaren Marcus Grönholm kunde vinna världsmästerskapet i rally för 2000 och 2002. Det varade fram till 2006 när han gick över till japanska Subaru och deras rallystall, tillsammans med Prodrive, för en liknande roll. Det blev dock bara två år innan han bytte till franska Citroëns juniorrallystall. År 2010 blev han utsedd till att vara teknisk direktör för norrmannen Petter Solbergs rallystall.
Året efter gick han vidare och började arbeta hos tyska Volkswagen och deras avdelning för motorsport, där hade Demaison en betydande roll i utvecklandet av rallybilen "Polo GTI R5", som var baserad på Volkswagen Polo. Volkswagen och Demaison vann samtliga världsmästerskap för åren 2013–2016 med bilen och under fransmannen Sébastien Ogiers körning. Efter att fjärde världsmästerskapet bärgades blev Demaison befordrad till att vara teknisk direktör för avdelningen, efter att avdelningschefen Jost Capito lämnade för F1 och brittiska McLaren. I februari 2021 tog Capito över VD-rollen hos Williams och övertygade Demaison att komma över till F1 och att ansluta sig till Williams, vilket skedde den 23 mars 2021.